# Pôle national de lutte contre la cybercriminalité
Le Pôle national de lutte contre la cybercriminalité est un pôle judiciaire national en charge de lutter contre la délinquance numérique au Mali.

## Historique
Avant la création d'un cadre institutionnel spécialisé, la gestion des infractions liées aux technologies de l'information et de la communication (TIC) relevait d'une brigade d'investigation qui les traitait à partir des dispositions du droit commun et  transmis aux juridictions classiques. Ce mode de traitement bien que fonctionnel ne reposait pas sur un dispositif législatif spécifiquement dédié à la cybercriminalité. En 2017, toujours dans cette lucarne d'éliminer la cybercriminalité sur le territoire malien, de nombreux ateliers ont eu lieu, parmi lesquels un atelier, au terme duquel a été entérinée la création d'une structure spécialisée sous le nom de Computer Incident Response Team (CIRT) ou Centre de réponse aux incidents informatiques, capable d'offrir les moyens d'identifier, de prévenir et de maîtriser les menaces informatiques afin de consolider la posture stratégique du pays. Le 5 décembre 2019 au Mali, un premier cadre juridique spécifique à la cybercriminalité est établi. Il s'agit d'une loi du 5 décembre 2019 portant répression de la cybercriminalité qui pose un cadre juridique applicable aux infractions commises sur le cyberespace. Elle énumère les infractions, fixe les sanctions et précise les  procédures relatives à l'investigation et à la collecte de preuves techniques,. 
Deux ans après, le 18 mai 2022, la mise en place effective d'une structure physique spécialisée est annoncée dans un communiqué du conseil des ministres avec pour chef de projet, le ministère de la Justice et des Droits de l'homme, garde des sceaux. Initiative prise lors d'une assemblée ordinaire en vue de lutter contre les malversations croissantes des TIC dans un monde en plein essor informatique. Une décision matérialisée le vendredi 11 novembre 2022 au sein du tribunal de grande instance de la commune IV du district de Bamako ou est implanté le pôle national de lutte contre la cybercriminalité.  

## Organisation
Le Pôle de lutte contre la cybercriminalité est institué en vertu d'une loi du 22 décembre 2022 portant modification d'une loi du 20 août 2002, modifiée, portant procédure pénale et du décret du 30 décembre 2022 fixant l'organisation et les modalités de fonctionnement du Pôle national de lutte contre la cybercriminalité,.

### Mission
Ce cadre institutionnel est dirigé par le procureur de la république du Mali, en la personne d'Adama Coulibaly. La principale mission qui lui est dévolue est relative à la poursuite, l'instruction et le jugement des infractions dans le cyberespace.

### Structuration
Le Pôle national de lutte contre la cybercriminalité est structuré de manière à assurer une prise en charge . Il se compose d'une formation spécialisée, d'un parquet national sous la direction du procureur de la république ainsi que de cabinets d'instruction spécialisées dédiées aux affaires cybercriminelles. À cela s'ajoutent des chambres correctionnelles spécialisées, une brigade d'investigation spécialisée de lutte contre la cybercriminalité, une équipe d'assistants spécialisée apportant un appui technique juridique aux différentes entités du pôle. 

## Typologie d'infractions traitées
Les infractions relevant de la compétence de cette juridiction sont énoncés dans la loi n°2019-056 du 5 décembre 2019 portant répression de la cybercriminalité. Elles concernent les atteintes à la confidentialité des systèmes d'information, à l'intégrité et à la disponibilité des systèmes d'information, ainsi qu'à l'intégrité des données d'un système d'information qu'ils contiennent. Sont également visées les pratiques traduisant ou tendant à l'obtention d'un avantage frauduleux, la possession d'un équipement destinés à commettre une infraction et la production ou la diffusion de contenus relatifs à la pornographie infantile. La loi réprime en outre la participation à une association formée ou entente en vue de commettre des infractions informatiques, les actes racistes, xénophobes, de menaces et d'injures proférés par le biais d'un système d'informations. D'autres infractions y sont également mentionnées en occurrence ceux liées aux activités des prestataires de services de communication au public par voie électronique, la publicité par voie électronique, la prospection directe, la cryptologie ainsi que l'ensemble des actes délictueux commises au moyen des technologies de l'information et de la communication. 
La juridiction intervient également dans l'application de la législation relative à la presse et aux délits de presse. Elle peut également être saisie pour connaître des infractions à la loi de 2011 sur l'Autorité de régulation des télécommunications et des postes (ARTP), à la loi domaniale et foncière, à la loi électorale ou de toutes fautes commises dans le cadre d'activités relevant de la cybercriminalité.  
Le 29 avril 2025, le procureur de la république près du pôle publie un communiqué dans lequel il tire la sonnette d'alarme contre l'augmentation au Mali, sur les réseaux sociaux, de pratiques obscènes et de proxénétisme, qui se passerait sur TikTok, Facebook, WhatsApp, Telegram et Instagram.  